# Полтев, Егор Фёдорович
Егор Фёдорович Полтев (1 июля 1918, д. Меркулово, Орловская губерния — 18 августа 2008, Подольск, Московская область) — наводчик самоходно-артиллерийской установки СУ-76 423-го отдельного гвардейского самоходного артиллерийского полка 4-й гвардейской танковой армии 1-го Украинского фронта, гвардии сержант — на момент представления к награждению орденом Славы 1-й степени.

## Биография
Родился 1 июля 1918 года в деревне Меркулово (ныне — Болховского района Орловской области). В 1933 году окончил 7 классов. Работал формовщиком на Подольском механическом заводе.
В Красной Армии с 1938 года по 1940 год и с октября 1941 года. Участник советско-финляндской войны 1939—1940 годов. На фронте в Великую Отечественную войну с декабря 1941 года. Сражался на Воронежском и 1-м Украинском фронтах. Принимал участие в освобождении Украины, Польши, в боях на территории Германии.
Наводчик самоходно-артиллерийской установки СУ-76 1433-го отдельного самоходного артиллерийского полка сержант Егор Полтев с экипажем самоходно-артиллерийской установки 15 января 1945 года в бою около города Белогонь уничтожил свыше десяти пехотинцев, подбил два бронетранспортера, штурмовое орудие, подавил пулеметную точку.
Приказом по 6-му гвардейскому механизированному корпусу от 1 февраля 1945 года за мужество и отвагу, проявленные в боях, сержант Полтев Егор Фёдорович награждён орденом Славы 3-й степени.
Егор Полтев за период боев 22-25 января 1945 года в районе города Острув из орудия уничтожил до взвода пехоты противника, разбил паровоз, несколько вагонов и две автомашины.
Приказом по 4-й гвардейской танковой армии от 13 марта 1945 года за мужество и отвагу, проявленные в боях, сержант Полтев Егор Фёдорович награждён орденом Славы 2-й степени.
Гвардии сержант 423-го отдельного гвардейского самоходного артиллерийского полка Егор Полтев во время боя в районе города Беелитц 25 апреля 1945 года принял на себя командование самоходно-артиллерийской установки, экипаж которой в схватке с врагом истребил и рассеял до взвода противников, вывел из строя несколько бронетранспортеров и автомашин.
30 апреля 1945 года в бою за населенный пункт Гросс-Кройтц экипаж взял в плен около тридцати солдат и подбил два бронетранспортера.
Указом Президиума Верховного Совета СССР от 27 июня 1945 года за образцовое выполнение заданий командования в боях с немецко-вражескими захватчиками гвардии сержант Полтев Егор Фёдорович награждён орденом Славы 1-й степени, став полным кавалером ордена Славы.
В 1945 году стал членом ВКП/КПСС. В 1945 году Е. Ф. Полтев демобилизован из Вооруженных Сил СССР. Работал слесарем на Подольском электромеханическом заводе. Жил в городе Подольск Московской области. Участвовал в телепередаче «Солдатские мемуары» Константина Симонова. Скончался 18 августа 2008 года.
Награждён орденом Отечественной войны 1-й степени, орденами Славы 1-й, 2-й и 3-й степени, медалями.